# Латани (Казерта)
Латани је насеље у Италији у округу Казерта, региону Кампанија.
Према процени из 2011. у насељу је живело 6 становника. Насеље се налази на надморској висини од 783 м.